# پریستلی ۵۵۷۷
سیارک ۵۵۷۷ (به انگلیسی: 5577 Priestley، نامگذاری:1986WQ2) پنج هزار و پانصد و هفتاد و هفتمین سیارک کشف شده‌است که در ۲۱ نوامبر ۱۹۸۶ کشف شد.
قدر مطلق سیارک برابر ۱۴٫۱۰ است.